# Франсиско дел Сол
Франсиско Висенте дел Сол (на испански: Vicente Francisco del Sol y Veyán) е испански маркиз, дипломат. Участник в Руско-турската война (1877-1878).

## Биография
Роден е на 4 октомври 1841 г. в Сантяго де Чиле в семейството на дон Висенте дел Сол, рицар на правосъдието, на военния орден на „Свети Йоан“ от Йерусалим и маркиз на Yavi.
Франсиско дел Сол е облагороден от крал Алфонсо XII като маркиз на Valle de Tojo през 1876 г. Работи като главен изпълнителен директор на „Червения кръст“ в Белгия.
По време на Руско-турската война (1877-1878) е назначен за пълномощник на „Червения кръст“ в Щаба на Действащата руска армия на Балканския полуостров. Работи активно за лечението на ранените и снабдяването с лекарства и санитарни материали.
От 1894 г. е генерален консул на Чили в Брюксел.